# Densbüren
Densbüren (schweizerdeutsch Däischbere [ˈdæɪʃbərə]) ist eine Einwohnergemeinde im Schweizer Kanton Aargau. Sie gehört zum Bezirk Aarau und liegt nördlich der Staffelegg in der Region Fricktal.

## Geographie
Die im Staffeleggtal gelegene Gemeinde unterscheidet sich in geographischer Hinsicht völlig von den restlichen Gemeinden des Bezirks. Sie ist die einzige Gemeinde, die nicht in der Ebene der Flusstäler von Aare, Suhre und Wyna, sondern davon durch den 621 Meter hohen Staffeleggpass getrennt inmitten der südlichsten Jurakette liegt. Entwässert wird das Gebiet vom Staffeleggbach und im östlichen Teil bei Sulzbann vom Zeiherbach, die beide gegen Norden zur Sissle fliessen.
Densbüren ist auf drei Seiten von steilen, bewaldeten Jurahügeln umgeben: Im Osten erheben sich der Würz (801 m ü. M.), der Homberg (782 m ü. M.) und die Hard (770 m ü. M.), im Süden die Staffelegg, der Herzberg (750 m ü. M.) und der Asperstrihe (838 m ü. M.). Der im Westen gelegene Strihe ist mit 867 m ü. M. der zweithöchste Punkt des Aargaus und der höchste ganz im Kanton liegende Berg. Rund einen Kilometer südlich von Densbüren liegt in einem kurzen Seitental am Fusse des Asperstrihe der Ortsteil Asp. Daneben gibt es zahlreiche verstreute Einzelhöfe an den Berghängen, in der Stockmatt oberhalb von Benken und im Sulzbann am Oberlauf des Zeiherbachs, der zwischen dem Homberg und dem Bann durch das Gebiet von Densbüren fliesst.
Die Fläche der Gemeinde beträgt 1252 Hektaren, davon sind 691 Hektaren bewaldet und 65 Hektaren überbaut. Höchster Punkt ist der Gipfel des Strihe, der tiefste liegt auf 430 Metern am Staffeleggbach. Das Gemeindegebiet ist Teil des Juraparks Aargau, eines «regionalen Naturparks von nationaler Bedeutung». In der Berglandschaft rund um das Dorf gibt es mehrere Naturschutzgebiete: Die Schutzgebiete Hinterrebe und Üselrai sind bekannt für das Vorkommen von Orchideen, die Schutzgebiete Zange, Asper Strihe, Bruggletz und Chäbertsegg sind teilweise bewaldete artenreiche Magerwiesen, in einem Seitental an der Rüdlenstrasse befindet sich das Amphibienschutzgebiet Feret.
Nachbargemeinden sind Herznach-Ueken im Norden, Zeihen im Nordosten, Thalheim im Osten, Küttigen im Süden sowie Oberhof und Wölflinswil im Westen.

## Geschichte
Die erste urkundliche Erwähnung der Ortschaft erfolgte im Jahr 1426 als Teinspuiren. Der Ortsname stammt vom althochdeutschen Taninesburron und bedeutet «bei den Häusern des Tanin». Die bei Densbüren gelegene Burg Urgiz wurde bereits im Jahr 1277 erwähnt und war im Besitz der Herren von Uriols. Diese hatten die kleine Herrschaft Urgiz, die neben Densbüren auch Asp umfasste, vom Bistum Strassburg als Lehen erhalten. Das Basler Erdbeben von 1356 richtete grosse Schäden an, worauf die Burg zerfiel. 1429 erwarben die Effinger aus Brugg die Herrschaft, 1444 folgten die Rätz aus Säckingen und schliesslich 1475 die Hasfurter aus Luzern.

Luftansicht (1953)

1502 erwarb Bern die Herrschaft Urgiz und fügte sie dem Amt Schenkenberg zu. Somit war Densbüren Teil des als Berner Aargau bezeichneten Untertanengebiets. Die Berner sicherten sich dadurch den strategisch wichtigen Staffelegg-Passübergang an der Grenze zu Vorderösterreich. Die Einführung der Reformation erfolgte im Jahr 1528. Der Statthalter von Aarau liess schwarz erworbenes Doggererz aus dem Nachbarort Herznach jeweils in Densbüren verhütten, womit der Ort bis Mitte des 17. Jahrhunderts ein sicheres Einkommen hatte. Als die österreichische Regierung den Schwarzhandel rigoros unterband, geriet Densbüren in eine schwere Wirtschaftskrise. Viele Einwohner waren deshalb zu Söldnerdiensten im Ausland gezwungen.
Im März 1798 nahmen die Franzosen die Schweiz ein, entmachteten die Regierungen der eidgenössischen Stände und richteten die Helvetische Republik ein. Densbüren gehört seither zum Kanton Aargau, die katholisch gebliebenen Nachbargemeinden im Fricktal folgten 1803. Im Jahr 1810 liess der Kanton die Strasse über den Staffelegg ausbauen, wodurch es den Dorfbewohnern möglich war, Vorspanndienste für Pferdefuhrwerke anzubieten. Dieser Wirtschaftszweig verschwand jedoch mit der Eröffnung der Bahnlinien am Hauenstein und am Bözberg. Einen Ausweg neben der Auswanderung bot der seit 1859 praktizierte Weinbau. Mitte des 19. Jahrhunderts wurden aufgrund des Gesetzes «zur Bekämpfung der Heimatlosigkeit» jenische Familien eingebürgert. Zwischen 1850 und 1980 nahm die Bevölkerungszahl um mehr als die Hälfte ab, seither steigt sie wieder leicht an.

## Sehenswürdigkeiten

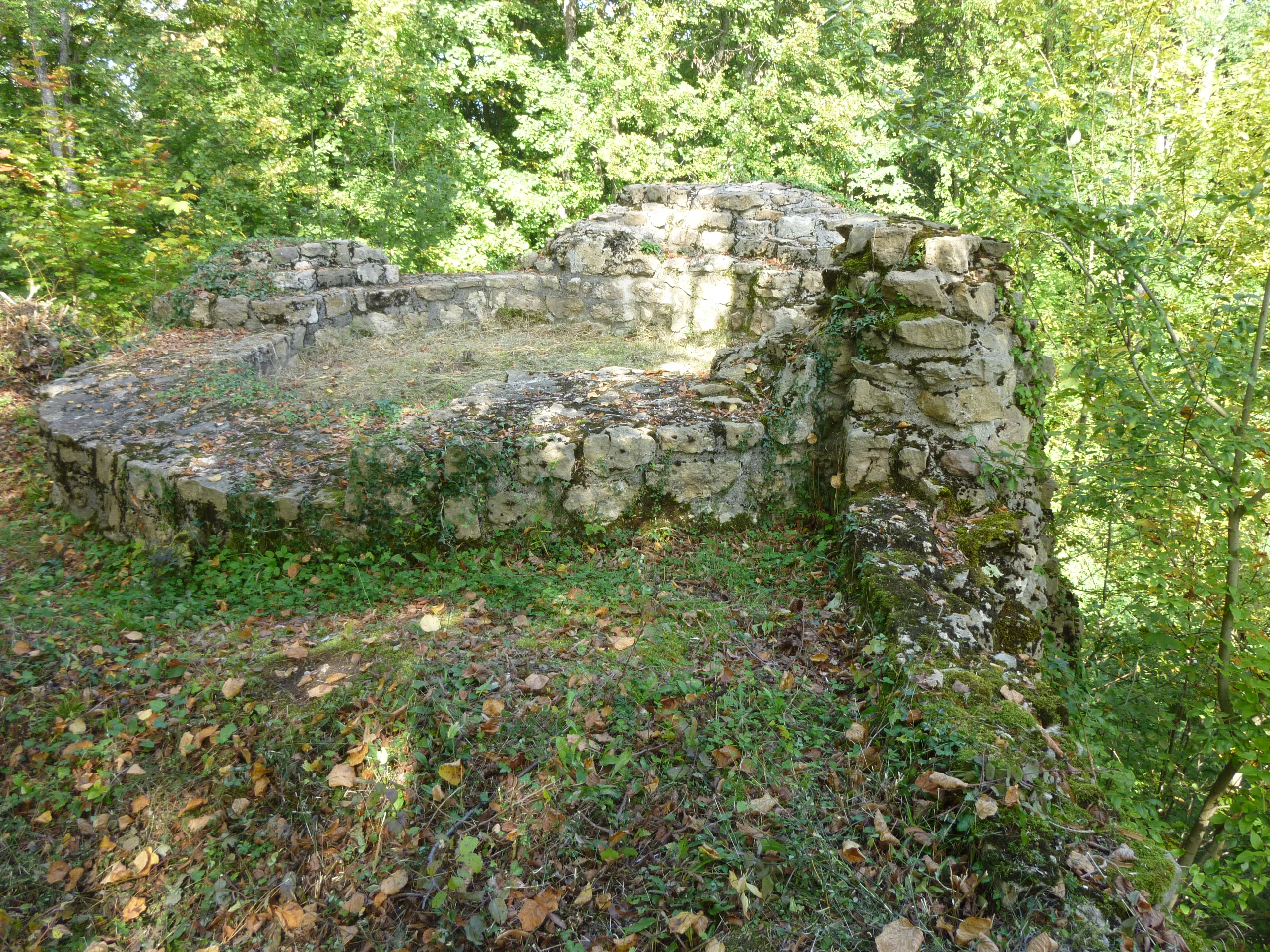
Ruine Urgiz

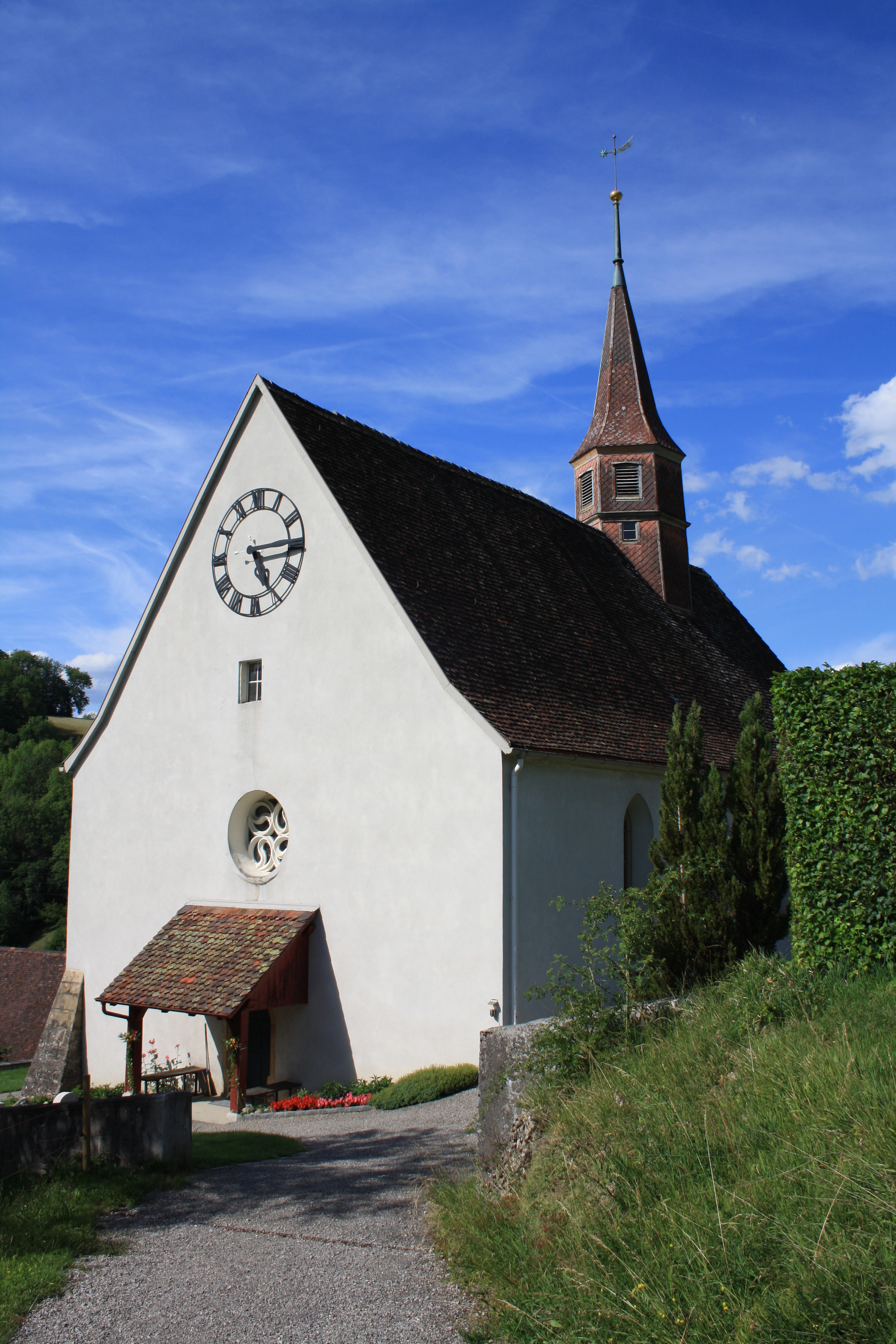
Kirche Densbüren

Die Ruine Urgiz befindet sich nordöstlich des Dorfes auf einer Höhe von 577 m ü. M. auf einem schmalen und steilen Felsgrat, mehr als 120 Höhenmeter über der Talsohle. Die Mauerreste wurden 1996/97 freigelegt und konserviert. Die Reformierte Kirche Densbüren entstand zwischen 1552 und 1558. Das schlichte spätgotische Bauwerk steht etwas erhöht am Hang des Rüdlenbergs. Die farbigen Glasfenster in der Kirche sind vom Aargauer Künstler Werner Sommer. Bis 1642 gehörte Densbüren zur Pfarrei Elfingen und ist seither eine selbständige Pfarrei. Unterhalb des Dorfes steht neben dem Staffeleggbach das historische Sägewerk von Densbüren. Es wird mit Wasserkraft betrieben; das Wasser wird aus dem Bach durch einen Kanal und über das oberschlächtige Wasserrad geleitet. Die Maschine besteht aus einer Einblattgattersäge. Seit der Renovation 2002 wird die Säge gelegentlich für Vorführungen in Betrieb genommen. In den Tälern von Densbüren befinden sich neben den Strassen einige ehemalige Sperranlagen der Schweizer Armee.

## Wappen
Die Blasonierung des Gemeindewappens lautet: «In Weiss mit rotem Bord grüne Tanne auf grünem Dreiberg.» Das im Jahr 1811 eingeführte Siegelbild zeigte ebenfalls eine Tanne auf Dreiberg, allerdings in blauem Feld und ohne Umrandung. 1949 erfolgte eine heraldisch korrekte Umgestaltung. Das rote Bord wurde gewählt, um Verwechslungen mit anderen Gemeindewappen auszuschliessen und um an die frühere Zugehörigkeit des Dorfes zum Bistum Konstanz zu erinnern.

## Bevölkerung
Die Einwohnerzahlen entwickelten sich wie folgt:
| Jahr      | 1764 | 1803 | 1850  | 1900 | 1930 | 1950 | 1960 | 1970 | 1980 | 1990 | 2000 | 2010 | 2020 |
| Einwohner | 469  | 666  | 1'167 | 934  | 826  | 772  | 715  | 664  | 596  | 717  | 721  | 708  | 728  |

Am 31. Dezember 2023 lebten 771 Menschen in Densbüren, der Ausländeranteil betrug 13 %. Bei statistischen Erhebungen von 2015 bezeichneten sich 56,4 % als reformiert und 12,8 % als römisch-katholisch; 30,8 % waren konfessionslos oder gehörten anderen Glaubensrichtungen an. 98,2 % gaben bei der Volkszählung 2000 Deutsch als ihre Hauptsprache an.

## Politik und Recht
Die Versammlung der Stimmberechtigten, die Gemeindeversammlung, übt die Legislativgewalt aus. Ausführende Behörde ist der fünfköpfige Gemeinderat. Er wird im Majorzverfahren vom Volk gewählt, seine Amtsdauer beträgt vier Jahre. Der Gemeinderat führt und repräsentiert die Gemeinde. Dazu vollzieht er die Beschlüsse der Gemeindeversammlung und die Aufgaben, die ihm vom Kanton zugeteilt wurden. Für Rechtsstreitigkeiten ist in erster Instanz das Bezirksgericht Aarau zuständig. Densbüren gehört zum Friedensrichterkreis I (Aarau).
In den 2010er Jahren prüfte die Gemeinde Densbüren eine mögliche Fusion mit andern Gemeinden in der Region. Eine Variante war der Zusammenschluss mit Nachbargemeinden im Fricktal. Am 15. Dezember 2019 fand diesbezüglich in Densbüren eine Abstimmung über eine Vorstudie zu der Fusion mit Herznach und Ueken statt. Bei einer Stimmbeteiligung von 64,5 Prozent wurde das Vorhaben mit rund zwei Dritteln Nein-Stimmen abgelehnt.
Daneben war die Gemeinde Densbüren seit 2012 am Fusionsprojekt «Zukunftsraum Aarau» beteiligt, an welchem neben der Stadt Aarau auch die Gemeinden Suhr, Oberentfelden und Unterentfelden teilnahmen. Am 16. September 2020 beschloss die Gemeindeversammlung von Densbüren mit einem Nein-Stimmen-Anteil von 52,3 %, dass sich die Gemeinde nicht mehr weiter an diesem Projekt beteiligen soll.

## Wirtschaft
In Densbüren gibt es gemäss der im Jahr 2015 erhobenen Statistik der Unternehmensstruktur (STATENT) rund 300 Arbeitsplätze, davon 24 % in der Landwirtschaft, 26 % in der Industrie und 50 % im Dienstleistungssektor. Fast zwei Drittel aller Erwerbstätigen sind Wegpendler und arbeiten in Aarau oder in den Gemeinden des Fricktals. Von überregionaler Bedeutung ist das Tagungszentrum Herzberg.
Bei Asp wird seit 1968 im Winter ein Skilift betrieben.

## Verkehr
Densbüren liegt an der Passstrasse über die Staffelegg, die von Aarau nach Frick führt (Hauptstrasse 24). Von der Passhöhe, auf der ein Gasthof steht, führt eine Strasse über die Höhe 658 nach Thalheim. Der Weiler Asp ist über eine Nebenstrasse erreichbar, die weiter zum Herzberg und auf die Staffelegg führt. Im Südwesten reicht das Gebiet von Densbüren bis zum Passübergang des Benkerjochs. Über die Wasserscheide bei Strihen führt eine Strasse nach Wölflinswil.

### Öffentlicher Verkehr
Densbüren ist an einer Postautolinie verbunden die vom Bahnhof Aarau via Staffelegg bis nach Frick führt.
An Wochenenden verkehrt ein Nachtbus von Frick über Effingen und Densbüren nach Asp.
- 135 Aarau Bahnhof – Küttigen – Staffelegg – Densbüren – Herznach – Ueken – Frick
- N97 Frick Bahnhof – Hornussen – Bözen – Effingen – Zeihen – Herznach – Densbüren – Asp AG – Herznach – Ueken – Frick Bahnhof

## Bildung
Die Gemeinde verfügt über einen Kindergarten und ein Schulhaus, in dem die Primarschule unterrichtet. Die Realschule, die Sekundarschule und die Bezirksschule können in Frick besucht werden. Die nächstgelegenen Gymnasien sind die Alte Kantonsschule und die Neue Kantonsschule, beide in Aarau.

## Persönlichkeiten
- Clara Müller (1862–1929), Malerin